# Nadeen El-Dawlatly
Nadeen El-Dawlatly (arabisch نادين الدولتلي, DMG Nādīn ad-Daulatlī; * 22. Juni 1993 in Doha (Katar)) ist eine ägyptische Tischtennisspielerin. Sie nahm von 2011 bis 2016 an sechs Weltmeisterschaften sowie am Einzel- und Teamwettbewerb der Olympischen Spiele 2012 und 2016 teil.

## Werdegang
Nadeen El-Dawlatly siegte 2012 beim Euro-Africa, Egypt Open sowie 2014 beim ITTF-World-Tour-Turnier in Lagos sowohl in der Klasse U21 als auch bei den Erwachsenen. 2015 siegte sie mit der ägyptischen Mannschaft bei den Afrikaspielen in Brazzaville. Von 2011 bis 2016 war sie bei allen Weltmeisterschaften vertreten, kam da jedoch nie in die Nähe von Medaillenrängen.
2012 qualifizierte sie sich erstmals für die Teilnahme an den Olympischen Spielen. Mit der ägyptischen Mannschaft kam sie auf Platz neun. Im Einzel scheiterte sie in der ersten Runde an Mie Skov aus Dänemark. Auch bei den Olympischen Spielen 2016 schied sie sofort gegen die Ungarin Petra Lovas aus. Mit der Mannschaft belegte sie wieder Platz neun.

## Privat
Nadeen El-Dawlatly heiratete im Juli 2017. Sie hat eine Tochter. Ihr Bruder Mohamed Dawlatly arbeitet wiederholt in Organisationsteams bei Tischtenniswettbewerben. So fungierte er bei den Olympischen Spielen 2016 als Table Tennis Technical Operations.